# NOW 4
Now (That's What I Call Music 4) er et dansk opsamlingsalbum udgivet 28. maj 2003 i kompilation-serien NOW Music.

## Spor
1. Christina Aguilera: "Beautiful"
2. Laze: "Steppin' Out"
3. Christine Milton: "Superstar"
4. Room 5 feat. Oliver Cheatham: "Make Luv"
5. Robbie Williams: "Come Undone"
6. Julie: "Shout (Our Love Will Be The Light)"
7. Counting Crows feat. Vanessa Carlton: "Big Yellow Taxi"
8. Blue: "U Make Me Wanna"
9. Jennifer Lopez feat. LL Cool J: "All I Have"
10. Kate Ryan: "Libertine"
11. Busted: "Year 3000"
12. Kelly Rowland: "Can't Nobody"
13. Outlandish: "Aicha"
14. Coldplay: "Clocks"
15. The Rasmus: "In The Shadows"
16. Gareth Gates: "Anyone Of Us (Stupid Mistake)"
17. Big Brovaz: "OK"
18. P!nk: "Family Portrait"
19. Carpark North: "Transparent & Glasslike"